# Emil Konopinski
Emil John Konopinski (Michigan City (Indiana), 25 de dezembro de 1911 — Bloomington (Indiana), 26 de maio de 1990) foi um físico nuclear estadunidense de origem polonesa.